# 泉志谷忠和
泉志谷 忠和（みしや ただかず、1987年 - ）は、経営者、日本の文化プロデューサー。
慶應義塾大学総合政策学部卒業。専攻は社会起業や文化事業の経営。在学時にコンセプターである坂井直樹の研究室で学ぶ。卒業後は音楽プロデューサーである川添象郎の元で学び、独立後はオーケストラの経営に従事する。JAGMO創設者。2016年にJAGMOは引退し、別会社が運営を行っている。2021年より、文化芸術経営のイノベーションファームYHIAISM（イア・イズム）の経営者。

## 人物
1987年に大阪府で音楽家の両親の元に生まれる。学者の多い家系で、母は音楽工学が専門であったため、自宅にプライベートスタジオが併設されていた。物心ついた頃より音楽を学び始め、クラシック音楽や作曲技法を学ぶ。中学校を卒業後、アメリカで遊学。帰国後、消費セクターと社会セクターの融合を提唱するビル・ドレイトンの発想に共感し、経営や社会起業を学ぶために慶應義塾大学総合政策学部へ進学。社会起業を井上英之の元で学び、文化をつくる仕事を志望し、コンセプターの坂井直樹の元で学ぶ。
大学卒業後、坂井直樹に、文化を生業にするために「業界で最も恐ろしい人のところに弟子入りしたい」と相談したところ、「東京に残る最後の貴族」と称される川添象郎を紹介され、弟子入りし、プロデュースを学びはじめる。川添象郎は、YMOや松任谷由実をプロデューサーを手掛けた音楽プロデューサーであり、キャンティのオーナーでアヅマカブキなどの文化プロデューサーである川添浩史とピアニスト原智恵子の長男にあたる。
2013年、ヴァイオリニストの尾池亜美の引き合わせで、ゲームデザイナーの遠藤雅伸、古代祐三と出会う。二人が代表理事を務めていたゲーム音楽交響楽団の経営立て直しについて「赤字が出たら背負うのでプロデュースをやらせてほしい」と直談判し、オーケストラのプロデュースを始める。
2014年、川添象郎の息子である川添大嗣とともに日本初のゲーム音楽交響楽団JAGMOを創設。ファイナルファンタジーやクロノ・トリガーといった有名RPGの音楽のオーケストラ公演をプロデュースし、全ての公演を満員に導く。
クラリネッティストの吉田誠、ヴァイオリニストの三浦文彰、枝並千花、ピアニストの桑原あい、作曲家の深澤恵梨香、松崎国生を起用。
2015年、当時の鎌倉市議会議員であった上畠寛弘の引き合わせで、当時の外務省副大臣であった中山泰秀と出会い、外務省後援を得て、フランス公演を実現。ゲームデザイナーであるEIKIの引き合わせで東方Projectの作者であるZUNと出会い、東方Projectのフルオーストラコンサート「幻想郷の交響楽団」を開催。
2016年8月、サントリーホールで「伝説の交響組曲 - THE LEGENDARY SYMPHONIC SUITE - 」を開催、7,000名動員の最大規模のオーケストラコンサートとなった。11月、NHK音楽祭2016「シンフォニック・ゲーマーズ 〜僕らを駆り立てる冒険の調べ〜」（NHK BSプレミアム）演奏出演を経て、2016年10月に経営から引退。文化芸術の研究活動を行う。
「僕が社長じゃないほうがJAGMOが継続するとなったら、僕は迷わずそっちを選ぶでしょうし。JAGMOが継続することを一番に考えたいなと思います。」と語っている。
2021年1月、文化芸術経営のイノベーションファームであるYHIAISMを創業。元文化庁長官の近藤誠一や東京大学名誉教授の原島博が顧問となり、文化芸術と経営経済の創造的融和事業を行う。文化芸術経営のリーダーシップ支援のCultural Innovation Leadershipを立ち上げ、初年度の大賞に小説家の高殿円が選ばれる。
2021年12月、世界初となるゲーム音楽のオペラプロジェクトOpera Dotsを立ち上げる。東方Projectを題材に、新作詩「素粒子とドット」を組み合わせ、人類と自然の関係性や「人間とは何か」を問うオペラ作品『幻想郷への組曲』をプロデュースしている。
2022年8月、日本の伝承遊びと西洋古典音楽の融合作品として、「はないちもんめ」「あんたがたどこさ」等をモチーフとする、自然科学的アプローチを加えた川宮史紀仁の新作詩『素粒子の声』を原作とする公演『いろはにほへと弦楽四重歌曲集』をプロデュースした。「現代ならではの科学の智を用いて、過去知られざる次元の視座より書く」ことをコンセプトとし、物理学の理論仮説である超弦理論の発想が詩中に取り入れられている。
元モーニング娘。の紺野あさ美は慶應義塾大学（SFC）の同級生にあたり、2015年に開催された「THE LEGEND OF RPG COLLECTION - 伝説の交響楽団 -」で司会を依頼している。
慶應義塾大学在学時、卒業後にビジネスを主たる稼業とするか、文化を稼業とするか悩んでいたときに、当時の学友であったNHKディレクターにブリテンの『無伴奏チェロ組曲』の公演に誘われ、感動があったことが決め手となって、文化を仕事にしている。
京都祇園に移住経験があるなど、日本文化に関心が強い。浄瑠璃の一種である一中節を愛好している。
目標は「文化・芸術による感動を全ての人が享受できる世界」。
幼少時の夢は、作曲家。映画監督黒澤明を尊敬しており、カメラマン宮川一夫のファンでもある。

## 公演作品
| 公演名 | 日時                | 会場                           | 指揮者     | ソリスト                                   | プロデューサー              | 主催               |
| --- | ------------------- | ------------------------------ | ---------- | ------------------------------------------ | --------------------------- | ------------------ |
| 第1章「伝説の魔法とメロディー」                                                                                        | 2014年6月1日        | 新宿明治安田生命ホール         | —          | 尾池亜美                                   | 泉志谷忠和 カワゾエヒロツグ | (株)JAGMO          |
| 第2章「伝説の盾とハーモニー」                                                                                          | 2014年8月2日        | 新宿明治安田生命ホール         | —          | —                                          | 泉志谷忠和                  | (株)JAGMO          |
| 第3章「伝説の剣とリズム」                                                                                              | 2014年10月4日       | 新宿明治安田生命ホール         | —          | 桑原あい 松下洋                            | 泉志谷忠和                  | (株)JAGMO          |
| 外伝「伝説のチェンバーオーケストラ」                                                                                   | 2014年12月27日      | 文京シビック小ホール           | 尾池亜美   | 吉田誠                                     | 泉志谷忠和                  | (株)JAGMO          |
| 伝説の交響楽団 | 2015年2月7、8日     | 五反田ゆうぽうとホール         | 吉田誠     | 三浦文彰                                   | 泉志谷忠和                  | (株)JAGMO          |
| THE LEGEND OF RPG COLLECTION でんせつのオーケストラ in 名古屋                                                          | 2015年2月14日       | 愛知県芸術劇場コンサートホール | 吉田誠     | 吉田誠                                     | 泉志谷忠和                  | (株)JAGMO          |
| THE LEGEND OF RPG COLLECTION でんせつのオーケストラ in 明石                                                            | 2015年2月15日       | 明石市民会館大ホール           | 吉田誠     | 吉田誠                                     | 泉志谷忠和                  | (株)JAGMO          |
| THE LEGEND OF RPG COLLECTION でんせつのオーケストラ in 浜松                                                            | 2015年3月1日        | アクトシティ浜松大ホール       | 吉田誠     | 吉田誠                                     | 泉志谷忠和                  | (株)JAGMO          |
| THE LEGEND OF RPG COLLECTION でんせつのオーケストラ in 焼津                                                            | 2015年4月5日        | 焼津文化会館                   | 吉田誠     | 吉田誠                                     | 泉志谷忠和                  | (株)JAGMO          |
| 伝説の戦闘組曲 | 2015年7月11、12日   | 文京シビック大ホール           | 吉田誠     | 三浦文彰                                   | 泉志谷忠和                  | (株)カヤック       |
| 巴里弦楽四重奏団 | 2015年7月3、4日     | フランス開催                   | —          | —                                          | 泉志谷忠和                  | (株)カヤック       |
| 伝説の音楽祭 - 勇者たちの響宴 -                                                                                        | 2015年10月24、25日  | 新宿文化センター大ホール       | 吉田誠     | 吉田誠                                     | 泉志谷忠和                  | (株)カヤック       |
| 伝説の狂詩曲 - THE LEGENDARY RHAPSODY -                                                                                | 2016年3月5、6日     | 人見記念講堂                   | 吉田誠     | —                                          | 泉志谷忠和                  | (株)カヤック       |
| 幻想郷の交響楽団 | 2016年5月3日        | オペラシティホール             | 永峰大輔   | —                                          | 泉志谷忠和                  | (株)カヤック       |
| 伝説の交響組曲 | 2016年8月13、14日   | サントリーホール               | 永峰大輔   | —                                          | 泉志谷忠和                  | (株)テレビ朝日     |
| 幻想郷の交響楽団 - 弾幕輪舞曲 -                                                                                        | 2016年10月1日       | オペラシティホール             | 永峰大輔   | —                                          | 泉志谷忠和                  | (株)カヤック       |
| Opera Dots 東方Projectオペラ公演 幻想郷への組曲 作曲：ZUN 全編曲：松﨑国生 詩・脚本：川宮史紀仁 「素粒子とドット」より | 2021年12月23日 初演 | 霞町音楽堂                     | 石川征太郎 | 山下裕賀 村松稔之 尾池亜美中山晃子（美術） | 泉志谷忠和                  | YHIAISM            |
| いろはにほへと弦楽四重歌曲集 詩：川宮史紀仁 「素粒子の声」より 作曲：松﨑国生                                          | 2022年8月14日 初演  | ヤマハホール                   |            | 山下裕賀 石上真由子                        | 泉志谷忠和                  | 日本文化創造研究所 |

## 出演・掲載
- NHKニュース おはよう日本　特集 オーケストラに若者が そのわけは？（2016年10月31日放送）
- NHK音楽祭 2016「シンフォニック・ゲーマーズ〜僕らを駆り立てる冒険の調べ〜」（2016年11月6日放送）
- Fresh Face〜アラタシイヒト〜 #84 泉志谷忠和 JAGMO 代表（2016年11月12日放送）
- 産経新聞 文化面「ゲーム音楽にブラボー!! 増える演奏会 専門の交響楽団も」（2016年2月23日）
- 産経新聞 一面「ゲーム音楽クラシック界救う？若者離れ 歯止めの切り札」（2015年8月9日）
- 朝日新聞 文化欄「ゲーム音楽オケ、再始動　株式会社化で運営難克服」（2014年6月14日）